# BIC Jose Olaya
El BIC Olaya, es un buque de investigación pesquera y oceonagrafica perteneciente a la Marina del Perú, construido en los astilleros Mitsubishi Heavy Industries LTD, en la ciudad de Shimonoseki Japón en 1998, la embarcación fue donada por el gobierno de Japón a través de la Agencia de Cooperación Internacional del Japón JICA. Tiene capacidad para 30 personas entre tripulantes y personal científico y tiene una autonomía de 30 días.

## Equipamiento
El buque está equipado para la investigación pesquera y oceanográfica y está dotado de equipos científicos como:  una ecosonda para la cuantificación y detección de productos pesqueros, correntómetro doppler para la medición de corrientes marinas a diferentes niveles, sonar de escaneo JRC para la detección de cardúmenes, todo tipo de redes y espineles para el recojo de muestras y equipos de laboratorio químico.